# 愛琴海航空
愛琴海航空（希臘語：Αεροπορία Αιγαίου；LSE：0H0T）是希臘的國家航空公司及最大的航空公司（按乘客量計算），提供定期及包機服務由雅典和塞薩洛尼基往其他主要的希臘城市和一些歐洲主要城市及国际的航線。航空公司樞紐機場為雅典國際機場、塞薩洛尼基馬其頓國際機場、拉納卡國際機場和伊拉克利翁尼科斯·卡贊察基斯國際機場。
在2008年，航空公司服務了5,978,083位乘客，首次超越了奧林匹克航空的5,265,729位乘客，在2009年更運載了超過660萬乘客。

## 歷史
愛琴海航空成立於1987年，當時稱愛琴海空運（Aegean Aviation），航空公司初時是提供貴賓/商務和空中救護服務。1992年2月17日，愛琴海航空成為首家獲發希臘獨立民航營運牌照的航空公司。1994年被Vasilakis集團收購後，愛琴海空運購買了里爾噴射機執行雅典出發的商務航班。1999年5月底，航空公司正式提供定期客運服務，同時正名為愛琴海航空。
愛琴海航空首班商業航班，是由雅典往伊拉克利翁，克里特往塞薩洛尼基，由兩架全新的BAe 146飛行。在1999年愛琴海航空，收購了希臘航空。2001年3月，愛琴海航空和克罗努斯航空合併。2005年開始，與德國漢莎航空合夥，提供Miles & More飛行常客計劃以及航班代碼共享計劃。2006年3月，航空公司與葡萄牙航空合作聯營（航班代碼共享）。2008年12月，宣布與布魯塞爾航空合作聯營。
愛琴海航空是由Laskaridis集團（25.3%）、Vassilakis集團（45.2%）、B Konstantakopoulos（8.3%）、D Ioannou（8.1%）、G David（6.3%）和Piraeus Bank（5.9%）擁有。2009年，公司有約2,300名職員。
2009年5月底，加入星空聯盟的申請獲得批准，成為星空聯盟的一員。

### 嘗試與奧林匹克航空合併
在2010年2月，愛琴海航空持有人討論考慮與奧林匹克航空聯營，引起外界對兩家公司合併的猜測。2月22日，兩家航空公司宣佈同意進行合併，新公司將會以奧林匹克航空的名字及商標，過渡期內愛琴海航空會沿用其商標，過渡期後則改用奧林匹克航空商標。此合併預計在2010年10月完成並以新品牌營運。
愛琴海航空在2010年6月加入了星空聯盟。此舉目的是為了日後的合併成為星空聯盟一員，但當時奧林匹克航空有意加入天合聯盟。星空聯盟歡迎兩家公司合併，指出「雙方的整合團隊會進行會面評估必要的步驟，確保有良好的過渡期加入星空聯盟網路」。
2011年1月26日，歐洲委員會引用反競爭考慮終止了兩家公司的合併。委員會指出合併會使希臘航空出現類似壟斷的情形，因為他們將會控制超過90%的希臘國內航班。委員會亦指出他們相信合併可能使往來雅典的票價按年上升，現實中並沒有新興具規模航空公司出現與奧林匹克航空合併的公司抗衡票價。此外，委員華金·阿穆尼亞指出對希臘人及往希臘的遊客而言，合併會使票價上升及服務下降。兩家公司提出補救方案減低委員會的顧慮，但委員會認為不足以保障旅客及舒緩競爭考慮。其中一個補救方案是，公司讓出在希臘機場的起降時間帶，但委員會認為相比以往案例，希臘機場並沒有其它歐洲機場出現的擁擠問題。

## 目的地
愛琴海航空來往約10個國家，30個目的地。

## 合作夥伴

### 航班代碼共享
愛琴海航空與以下航空公司共享航班代碼:
| - 加拿大航空 - 塞爾維亞航空 - 波羅的海航空 - 布鲁塞尔航空 - 埃及航空 - 埃塞俄比亞航空 - 阿提哈德航空 | - 漢莎航空 - 奧林匹克航空 - S7航空 - 北歐航空 - 新加坡航空 - 葡萄牙航空 - 土耳其航空 | - 長榮航空 |

### 機票預約系統
2009年，愛琴海航空宣佈外判機票預約系統予Amadeus IT Holding S.A.管理。整個系統將在2010年首季度過渡完成
。

## 機隊

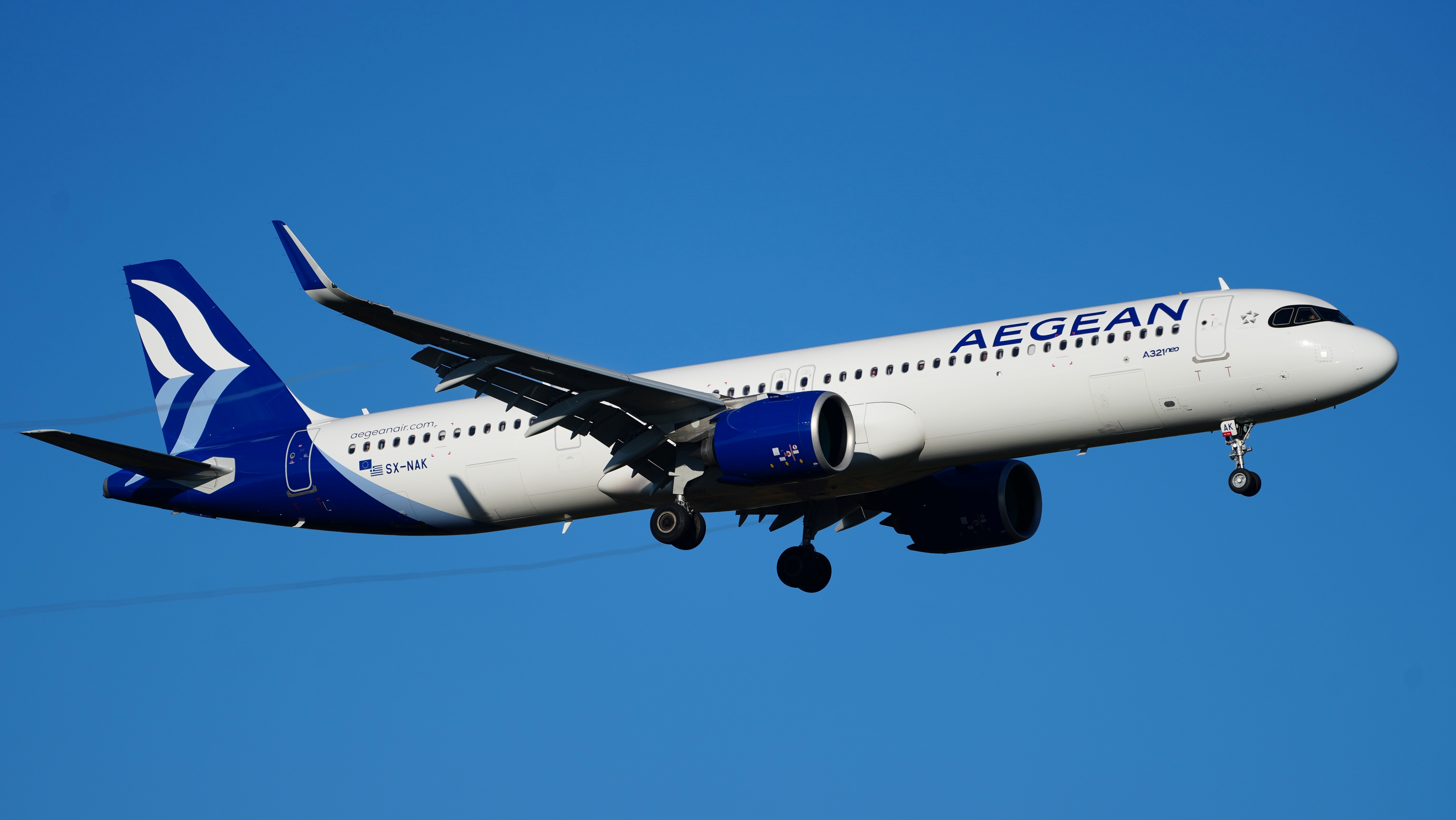
愛琴海航空的空中巴士A321neo於德國法蘭克福機場

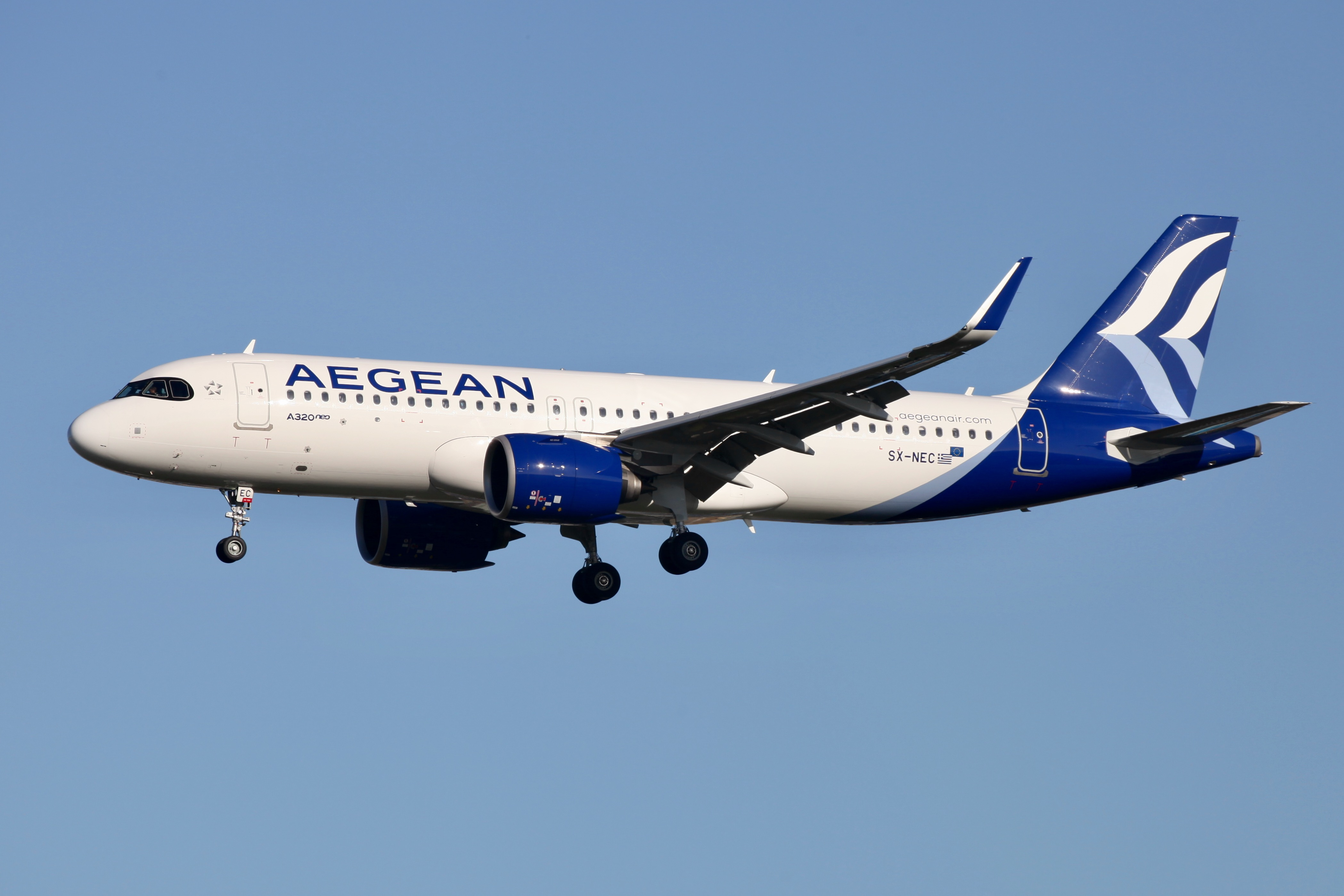
愛琴海航空的空中巴士A320neo在希斯羅國際機場

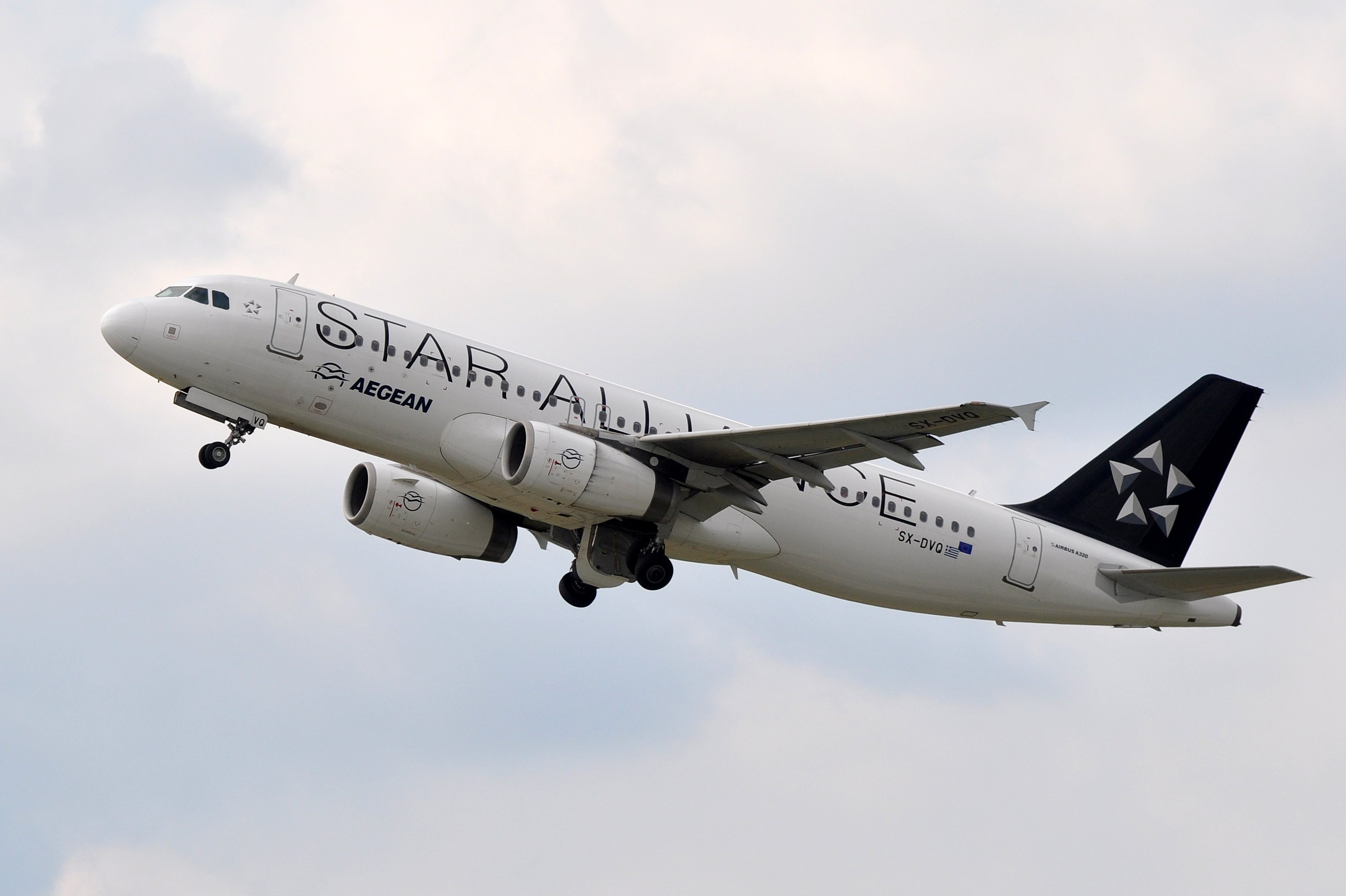
愛琴海航空的星空聯盟彩繪機

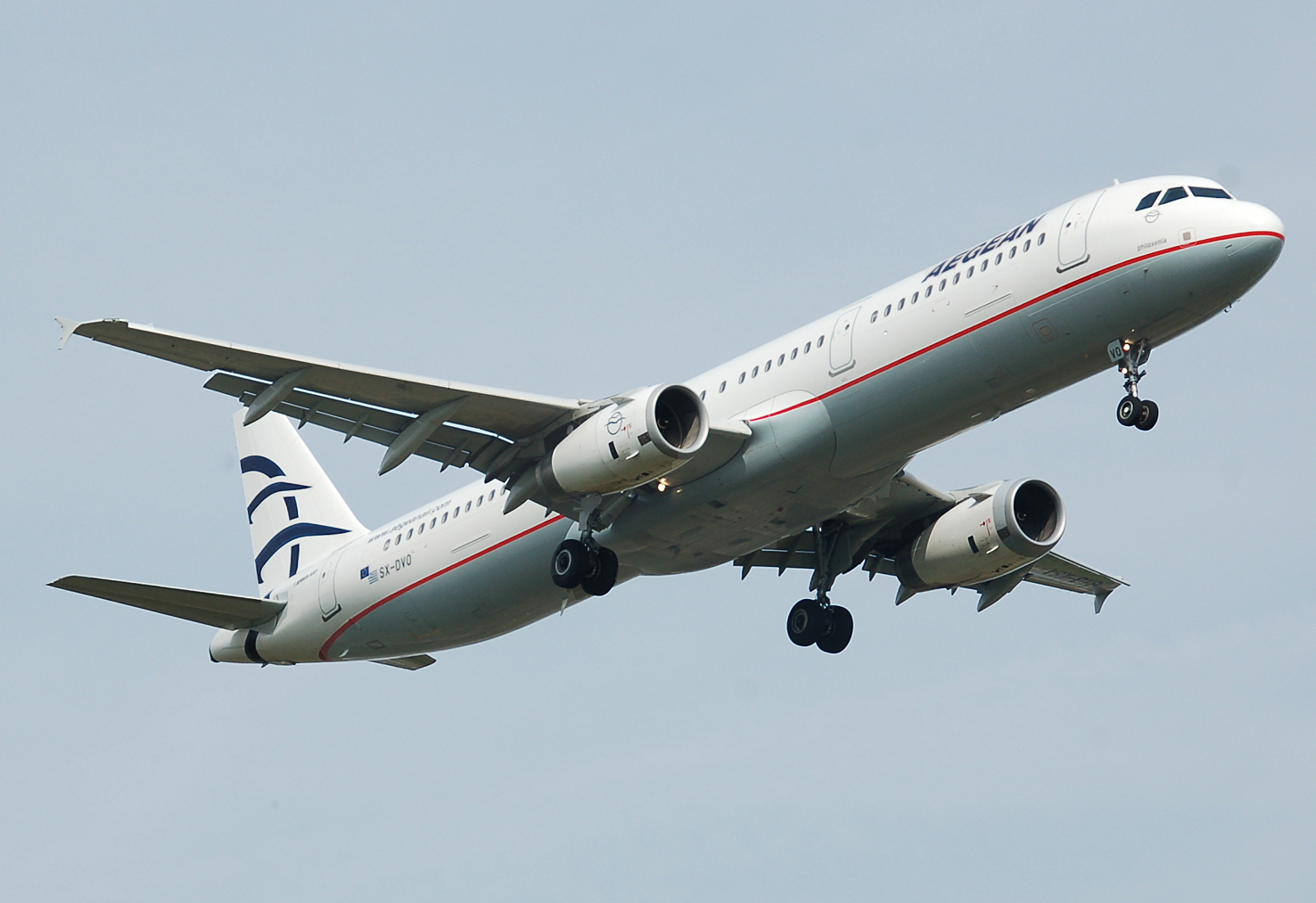
舊塗裝空中巴士A321-200正在降落於倫敦希斯路機場

截至2025年6月，愛琴海航空的機隊如下：

## 獎項
愛琴海航空曾經取得以下獎項：
- 2000/2001 - ERA 銅獎： 最佳航空公司
- 2004/2005 - ERA 金獎： 最佳航空公司
- 2005/2006 - ERA 銀獎： 最佳航空公司
- 2006/2007 - ERA銀獎： 最佳航空公司
- 2007 - ERA金棕櫚獎
- 2008/2009 - ERA 金獎： 最佳航空公司
- 2009 - Skytrax歐洲最佳支線航空公司

## 外部連結
- 官方網站 （页面存档备份，存于）（希腊文）（英文）